# Дед Милкмен
„Дед Милкмен“ (на английски: The Dead Milkmen – „Мъртвите млекари“) е американска саркастична пънк група, създадена в град Филаделфия, щата Пенсилвания през 1983 г.
Групата включва Джо Джак Талкъм (Джо Дженаро, китара, вокали), Дейв Блъд (Дейв Шултис, в превод Дейв Кръвта, бас), Дийн Клийн (Дийн Сабатино, в превод Дийн Чистия, барабани) и Родни Анонимъс (Родни Линдерман, в превод Родни Анонимния, вокали, синтезатор).

## Студийни албуми
- Big Lizard in my Backyard (Голям гущер в задния ми двор) – 1985
- Eat Your Paisley (Яж си плата) – 1986
- Bucky Fellini (Бъки Фелини) – 1987
- Beelzebubba (Бийлзебуба) – 1988
- Metaphysical Graffiti (Метафизични графити) – 1990
- Soul Rotation (Въртене на душата) – 1992
- Not Richard, But Dick (Не Ричърд, а Дик) – 1993
- Stoney's Extra Stout (Pig) – 1995